# 대한민국 제5대 국회
대한민국 제5대 국회는 대한민국 국회 다섯 번째 회기이다. 대한민국의 헌정사 처음이자 마지막 양원제 국회로 민의원과 참의원으로 구성되었다. 1960년 7월 29일 실시된 제5대 국회의원 선거에서 구성원을 선출하였고, 법률상 임기는 민의원 4년, 참의원 6년이었다. 그러나  5·16 군사정변으로 인하여 1961년 5월 16일 국회가 해산되었다.
1961년 8월 8일 임시국회 집회가 소집되었다. 민의원은 최고 연장자 김시현 의원의 사회로, 의장 곽상훈, 부의장 이영준·서민호를 선출하였고, 참의원은 최고 연장자 고희동 의원의 사회로 의장 백낙준, 부의장 소선규를 선출하였다.
제5대 국회는 5·16 군사정변으로 인하여 1961년 5월 16일 해산할 때까지 제36·37·38회, 세 차례(정기회 1, 임시회 2)의 국회본회의 회기가 열렸다.
- 제36회(1960. 8. 8.~1960. 8. 31.)
- 제37회(정기회, 1960. 9. 1.~1960. 12. 31.)
- 제38회(1961. 1. 12.~1961. 5. 3.)

1961년 5월 16일 헌정 중단이후, 국가재건최고회의가 국회를 대신하여 입법권을 행사하게 되었다. 이후 1962년 12월 대한민국 제1차 국민투표에 따라서, 제5차 개헌이 가결, 대한민국 헌법 제6호가 확정되고 제3공화국[※국회(단원제)가 입법권을 갖는다.]이 출범하였다.
국가재건최고회의가 행사하던 입법권은 1963년 11월 26일 제6대 총선이 치러지고, 제6대 국회로 이어지게 된다.

## 임기
- 민의원 - 4년 (1960년 7월 29일~1961년 5월 16일)
- 참의원 - 6년 (1960년 7월 29일~1961년 5월 16일)

5·16 군사정변으로 인해 1961년 5월 16일 국회가 해산되었다.

## 민의원의 구성

### 의장·부의장
|              | 1960년 8월 8일~1961년 5월 16일 |        |
| 민의원의장   | 곽상훈                         | 곽상훈 |
| 민의원부의장 | 이영준                         | 서민호 |

### 정당별 구성
| 교섭단체명 | 정당명 | 1960년 총선 당시 | 5.16 쿠데타 당시 |
| ---------- | ------ | ---------------- | ---------------- |
| 민주당     | 민주당 | 172석            | 134석            |
| 신민당     | 신민당 |                  | 60석             |
| 민정구락부 | 무소속 | 52석             | 30석             |
| 비교섭단체 |        |                  |                  |
| 사회대중당 | 4석    | 4석              |                  |
| 자유당     | 2석    |                  |                  |
| 통일당     | 1석    | 1석              |                  |
| 헌정동지회 | 1석    | 1석              |                  |
| 계         | 계     | 233석            | 231석            |

### 상임위원회
| 위원회         | 이름   | 소속정당   |
| -------------- | ------ | ---------- |
| 의원운영위원회 | 윤재근 | 민정구락부 |
| 법제사법위원회 | 윤형남 | 민주당     |
| 재정경제위원회 | 계광순 | 민주당     |
| 외무위원회     | 서동진 | 민주당     |
| 국방위원회     | 이철승 | 민주당     |
| 내무위원회     | 서범석 | 민주당     |
| 문교위원회     | 윤제술 | 민주당     |
| 교통체신위원회 | 김용진 | 민주당     |
| 농림위원회     | 유옥우 | 민주당     |
| 상공위원회     | 김봉재 | 민정구락부 |
| 보건사회위원회 | 정준   | 민정구락부 |
| 보건사회위원회 | 박충모 | 민주당     |
| 예산결산위원회 | 이충환 | 민주당     |
| 부흥위원회     | 김동욱 | 민주당     |

## 참의원의 구성

### 의장·부의장
|              | 1960년 8월 8일~1961년 5월 16일 |
| 참의원의장   | 백낙준                         |
| 참의원부의장 | 소선규                         |

### 정당별 구성
| 교섭단체명     | 정당명 | 1960년 총선 당시 | 5.16 쿠데타 당시 |
| -------------- | ------ | ---------------- | ---------------- |
| 신민당         | 신민당 |                  | 18석             |
| 민주당         | 민주당 | 31석             | 13석             |
| 참우구락부     | 무소속 | 21석             | 13석             |
| 비교섭단체     |        |                  |                  |
| 자유당         | 4석    | 1석              |                  |
| 사회대중당     | 1석    | 1석              |                  |
| 한국사회당     | 1석    | 1석              |                  |
| 혁신동지총연맹 | 1석    | 1석              |                  |
| 무소속         |        | 2석              |                  |
| 계             | 계     | 58석             | 50석             |

### 상임위원회
| 위원회         | 이름   | 소속정당 |
| -------------- | ------ | -------- |
| 의원운영위원회 | 정순응 | 민주당   |
| 법제사법위원회 | 심종석 | 민주당   |
| 재정경제위원회 | 김달범 | 무소속   |
| 외무국방위원회 | 최희송 | 민주당   |
| 내무위원회     | 이남규 | 민주당   |
| 문교사회위원회 | 최상채 | 민주당   |
| 교통체신위원회 | 박찬희 | 민주당   |
| 산업위원회     | 한통숙 | 민주당   |
| 산업위원회     | 김남중 | 무소속   |
| 예산결산위원회 | 이효상 | 무소속   |

## 역사
제5대 국회에서 제출된 의안은 총 572건이며, 이중 가결 252건(전체의 44%), 부결 3건, 폐기 60건, 철회 5건 등 총 320건이 처리되었고(56%), 회기불계속 및 임기만료로 인한 폐기는 252건이었다.
- 양원제국회 출범과 제4차 개헌

- 국가재건최고회의와 제5차 개헌

## 의석 변동

### 민의원
| 날짜             | 이름   | 소속정당        | 선거구         | 사유            | 정당별 증감 | 의석 수                                                                      |
| ---------------- | ------ | --------------- | -------------- | --------------- | ----------- | ---------------------------------------------------------------------------- |
| 1960년 8월 8일   | 곽상훈 | 민주당          | 경기 인천시 을 | 국회의장 선출   | ±1          | 민주당 175석 사회대중당 4석 자유당 2석 통일당 1석 헌정동지회 1석 무소속 49석 |
| 1960년 8월 12일  | 윤보선 | 민주당          | 서울 종로구 갑 | 4대 대통령 당선 | -1          | 민주당 174석 사회대중당 4석 자유당 2석 통일당 1석 헌정동지회 1석 무소속 49석 |
| 1960년 8월 15일  | 강영훈 | 민주당          | 경기 양주군 갑 | 사망            | -1          | 민주당 173석 사회대중당 4석 자유당 2석 통일당 1석 헌정동지회 1석 무소속 49석 |
| 1960년 8월 27일  | 곽상훈 | 민주당 → 무소속 | 경기 인천시 을 | 탈당            | ±1          | 민주당 172석 사회대중당 4석 자유당 2석 통일당 1석 헌정동지회 1석 무소속 50석 |
| 1960년 10월 10일 | 전진한 | 무소속          | 서울 종로구 갑 | 재보궐선거 당선 | +1          | 민주당 173석 사회대중당 4석 자유당 2석 통일당 1석 헌정동지회 1석 무소속 51석 |
| 1960년 10월 10일 | 조윤형 | 민주당          | 경기 양주군 갑 | 재보궐선거 당선 | +1          | 민주당 173석 사회대중당 4석 자유당 2석 통일당 1석 헌정동지회 1석 무소속 51석 |
| 1960년 12월 13일 | 손치호 | 무소속          | 경기 옹진군    | 당선 무효       | -1          | 민주당 173석 사회대중당 4석 자유당 2석 통일당 1석 헌정동지회 1석 무소속 50석 |
| 1960년 12월 30일 | 장익현 | 무소속          | 경기 옹진군    | 재보궐선거 당선 | +1          | 민주당 173석 사회대중당 4석 자유당 2석 통일당 1석 헌정동지회 1석 무소속 51석 |

## 같이 보기
- 대한민국 제5대 국회의원 선거
- 대한민국 제5대 국회의원 목록
- 국가재건최고회의